# Fabryka Dywanów Kowary
Fabryka Dywanów Kowary – zakład włókienniczy działający od 2. połowy XIX w. do 2009 roku w Kowarach w województwie dolnośląskim.

## Historia

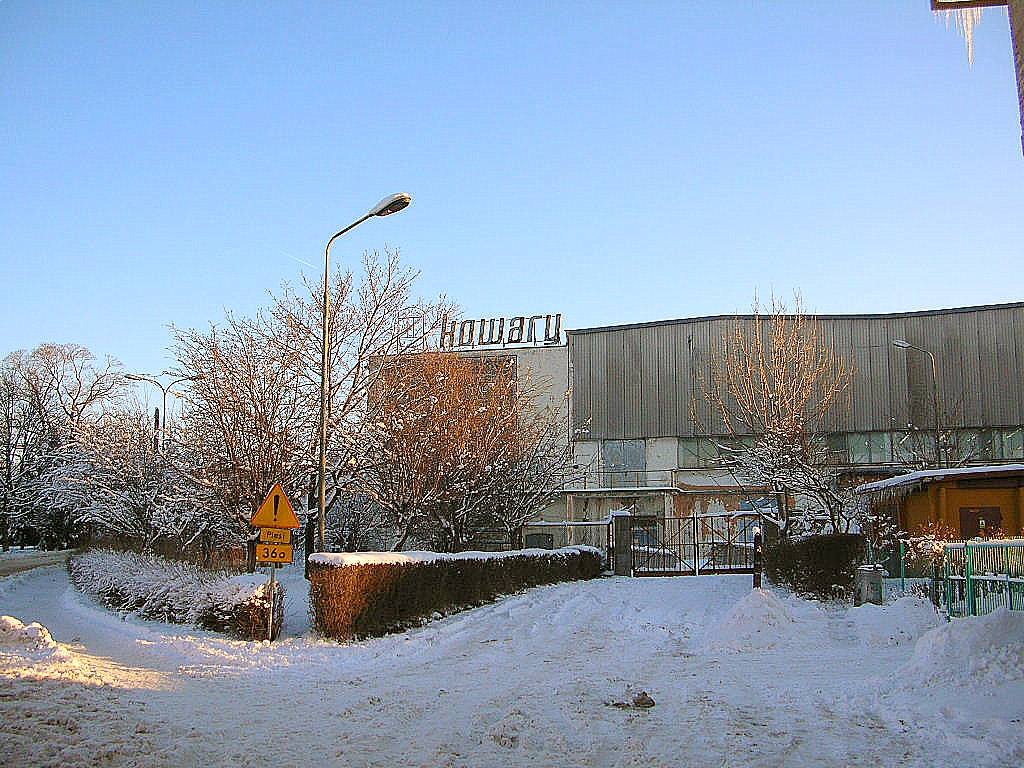
Budynki fabryki (2006)

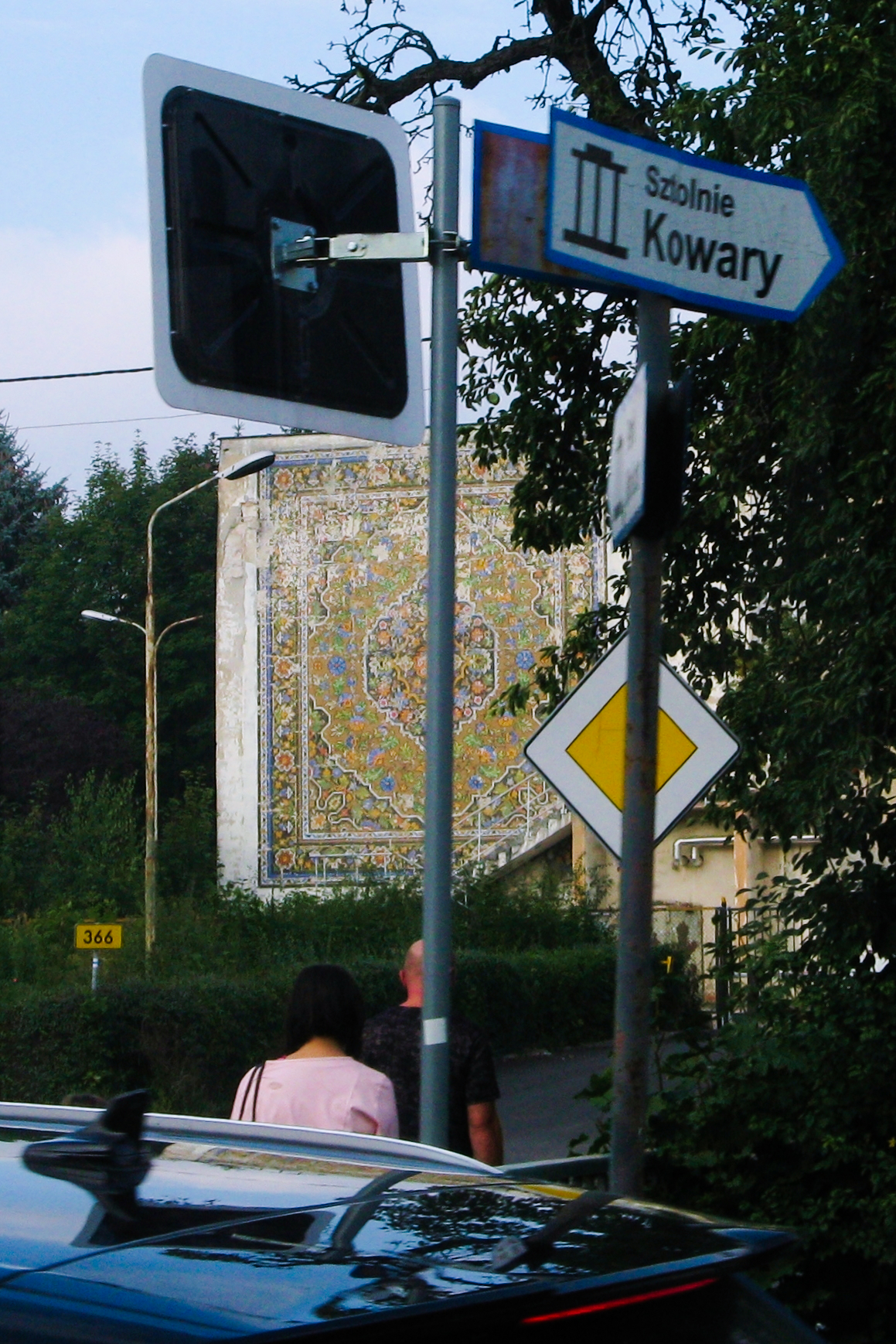
Mozaika przedstawiająca dywan na hali fabryki dywanów w Kowarach (2018)

Fabryka rozpoczęła swoją działalność w połowie XIX wieku, po tym jak w 1854 grupa miejscowych tkaczy przeszła przeszkolenie w tureckim mieście Smyrna (dziś Izmir). Dywany wytwarzano wówczas przez wiązanie węzełków na drewnianych krosnach. Nieustannie szkoląc swych pracowników, zyskując doświadczenie i modyfikując technologię, czterdzieści lat później (w 1894) firma nazwana została Vereinigte Smyrna Teppich Fabriken, a w latach 1906–1912 uzyskała nowe krosna, dzięki czemu możliwe się stało tkanie dywanów z użyciem równocześnie 64 kolorów wełny.
W latach 30. XX wieku produkcja sięgała 12 tysięcy metrów kwadratowych dywanów, a produkty z Kowar, oprócz zaopatrzenia krajowego (w Niemczech), eksportowane były do Skandynawii, a nawet do obu Ameryk.
Po II wojnie światowej fabryka przejęta została przez państwo polskie i podjęła produkcję o tym samym profilu co przed wojną Do 1951 roku nosiła nazwę Państwowa Fabryka Dywanów Smyrneńskich w Kowarach, a od stycznia 1951 Dolnośląska Fabryka Dywanów Smyrneńskich „Kowary” Przedsiębiorstwo Państwowe Wyodrębnione w Kowarach. W zakład nie inwestowano, ponieważ planowano go przenieść w inny rejon kraju. Decyzję o likwidacji z powodu złego stanu budynków podjęto w 1968 roku, jednak z powodu protestów Ministerstwo Przemysłu Lekkiego zgodziło się na zbudowanie nowych budynków wprowadzając produkcję dywanów typu Axminster. Od 1 stycznia 1973 roku zmieniono nazwę na Fabryka Dywanów „Kowary” w Kowarach. Uruchomiono w niej także (w 1973) wydział produkujący dywany i wykładziny igłowe. Fabryka Dywanów wspierała polskich artystów plastyków zajmujących się tkaniną dekoracyjną. W 1974 r. przy wsparciu dyrekcji fabryki Grupa Tkacka 10 x TAK (założona w 1972 pod kierunkiem Ewy Paradowskiej-Werszler we Wrocławiu) zorganizowała w Kowarach sympozjum z warsztatami, które zapoczątkowało coroczne plenery tkackie w Kowarach.
6 marca 1992 roku zakład przekształcono w jednoosobową spółkę skarbu państwa pod nazwą Fabryka Dywanów „Kowary” S.A., a 12 września 1995 roku jej akcje spółki wniesiono do Piętnastego Narodowego Funduszu Inwestycyjnego, który od 1996 roku nosił nazwę Narodowy Fundusz Inwestycyjny „Hetman” S.A.. 
Okres restrukturyzacji spółki w latach 90.XX wieku powodował znaczne problemy ekonomiczne, który wymusiły znaczną redukcję kosztów, w tym redukcję zatrudnienia.
Fabryka została zamknięta w 2009 roku. Dywany z Kowar trafiały na rynek zarówno krajowy, jak i międzynarodowy, głównie brytyjski. Do końca lat osiemdziesiątych poważnym odbiorcą zagranicznym produktów z kowarskiej fabryki był m.in. ZSRR.
W Kowarach utkano dywan, który od 1969 zdobił Salę Kolumnową Pałacu Prezydenckiego w Warszawie. Ma 180 metrów kwadratowych, jest utkany z wełny. Ze względów estetycznych 19 stycznia 2009 zastąpiono go nowym wyprodukowanym w Białymstoku. Obecnie ze względu na wartość historyczną kowarski dywan z pałacu eksponowany jest w salach Muzeum Włókiennictwa w Łodzi.
24 czerwca 2018, w jednej z części Fabryki Dywanów, otwarto Muzeum Sentymentów, którego tematem przewodnim stała się właśnie fabryka i kowarski dywan.
Na ścianie fabryki znajduje się zabytkowa mozaika przedstawiająca dywan w stylu izmirskim. Powstała ona w 1978 roku według projektu Stanisławy Lewkowicz. 170 tysięcy kosteczek w 17 kolorach wypalono w Fabryce Porcelany w Wałbrzychu. 